# Bảo tàng Vùng Braniewo
Bảo tàng Vùng Braniewo (tiếng Ba Lan: Muzeum Ziemi Braniewskiej) là một bảo tàng tọa lạc tại số 19 Phố Gdańska, Braniewo, Ba Lan.

## Lược sử hình thành
Ngày 28 tháng 11 năm 1978, Hội những người yêu thích Braniewo được thành lập, và một trong những ưu tiên hoạt động của Hội là lập ra một bảo tàng cho địa phương. Ý tưởng này bị treo trong một thời gian dài vì gặp khó khăn trong việc tìm kiếm một địa điểm thích hợp, thiếu sự tham gia của chính quyền địa phương, và thiếu nguồn lực tài chính. Năm 2015, Hội gửi thư tới chính quyền Braniewo nhờ giúp đỡ.
Tháng 1 năm sau, một thỏa thuận được ký kết giữa chính quyền Braniewo và Tổng giáo phận Curia ở Olsztyn về việc cho mượn cơ sở của thư viện sư phạm đã đóng cửa để làm trụ sở của Bảo tàng đến cuối năm 2025. Việc cải tạo cơ sở được Poviat Starosty ở Braniewo hỗ trợ tài chính, được các doanh nhân Braniewo hỗ trợ vật chất và nhận sự giúp đỡ hậu cần từ cư dân Braniewo. Thành quả là Bảo tàng Vùng Braniewo chính thức được khánh thành vào ngày 3 tháng 9 năm 2016.

## Giờ mở cửa
Bảo tàng Vùng Braniewo hoạt động quanh năm, mở cửa tất cả các ngày trong tuần trừ thứ Hai, từ 12:00 đến 16:00. Khách tham quan được vào cửa miễn phí.